# Ceratophyllus ciliatus
Ceratophyllus ciliatus är en loppart som beskrevs av Baker 1904. Ceratophyllus ciliatus ingår i släktet Ceratophyllus och familjen fågelloppor.

## Underarter
Arten delas in i följande underarter:
- C. c. ciliatus
- C. c. kincaidi
- C. c. mononis
- C. c. protinus